# 穆靈角
穆靈角（英語：Mooring Point），是南極洲的海岬，位於南奧克尼群島的西格尼島東部，處於德賴英角和奈弗角之間的博爾赫灣南部，在1927年由英國研究隊命名，現時由南極條約體系管理。